# Emilio Ulloa Valenzuela
Emilio José Ulloa Valenzuela (Arica, 22 de octubre de 1952) es un exatleta, profesor y político chileno, especialista en carreras con obstáculos.

## Biografía
Nació en Arica, hijo de Emilio Ulloa y Lastenia Valenzuela, siendo el quinto de seis hermanos.
Mientras cursaba la educación media comenzó a jugar baloncesto, y posteriormente voleibol. Ingresó a estudiar Educación Física en la Universidad de Chile filial Arica (actualmente Universidad de Tarapacá), y fue miembro de la selección chilena de voleibol. Posteriormente se trasladó a estudiar en la filial de su alma mater en Santiago. Tras el golpe de Estado de 1973, y luego de disolverse la selección de voleibol, regresó a su ciudad natal, donde se tituló como profesor de educación física.
Desde 1977 ha ejercido como docente en el Departamento de Ciencias de la Actividad Física y del Deporte de la Universidad de Tarapacá.

## Carrera deportiva
En el Campeonato Sudamericano de Atletismo de 1977, realizado en Montevideo, obtuvo la medalla de plata en los 1500 m. En el siguiente sudamericano, realizado en 1979 en Bucamaranga, logró la medalla de oro en la misma prueba. Ese mismo año, obtuvo el quinto lugar en 800 metros en los Juegos Panamericanos realizados en San Juan.
En el Campeonato Sudamericano de 1981, celebrado en La Paz, logró una doble victoria, con medallas de oro en los 3000 m con obstáculos y 1500 m.
El año 1983 fue uno de los más fructíferos de su carrera; triunfó en los 3000 m con obstáculos en los Juegos Panamericanos de Caracas y ganó la plata en el Campeonato Iberoamericano. En el Campeonato Sudamericano en Santa Fe defendió su título y obtuvo la medalla de plata en los 800 m. Fue galardonado con el Premio al mejor deportista de Chile de 1983, entregado por el Círculo de Periodistas Deportivos de Chile, junto a Alejandro Flores.
Representó a su país en los Juegos Olímpicos de Verano de 1984 y 1988. En los Juegos de Los Ángeles 1984 logró una marca de 8:28.99 en los 3000 m con obstáculos, obteniendo la plusmarca nacional y sudamericana.
En 1985 ganó la medalla de plata en el Campeonato Sudamericano en Santiago en los 1500 m y la de bronce en los 3000 m con obstáculos.

## Carrera política
En las elecciones municipales de 1993 fue candidato a alcalde de Arica, no resultando elegido. En 2000 firmó como militante de Renovación Nacional (RN). En 2004 asumió como jefe del Departamento de Deportes de la Municipalidad de Arica, durante la gestión del alcalde Carlos Valcarce (RN).
En las elecciones municipales de 2004 participó como candidato de RN a concejal por la misma comuna, donde obtuvo 5961 votos, correspondientes al 9,62 %, resultando elegido. Fue reelegido en las elecciones municipales de 2008 y 2012. Buscó fallidamente la cuarta reelección en los comicios de 2016.
En diciembre de 2016 fue formalizada una investigación en su contra por supuesto fraude al fisco y cohecho frustrado durante su ejercicio como concejal de Arica.

## Participaciones internacionales
| Año                   | Competición                            | Lugar                       | Posición              | Evento                | Marca                 |
| Representando a Chile | Representando a Chile                  | Representando a Chile       | Representando a Chile | Representando a Chile | Representando a Chile |
| --------------------- | -------------------------------------- | --------------------------- | --------------------- | --------------------- | --------------------- |
| 1977                  | Campeonato Sudamericano de Atletismo   | Montevideo, Uruguay         | 2.º                   | 1500 m                | 3:51.7                |
| 1979                  | Campeonato Sudamericano de Atletismo   | Bucaramanga, Colombia       | 1.º                   | 1500 m                | 3:47.0                |
| 1981                  | Campeonato Sudamericano de Atletismo   | La Paz, Bolivia             | 1.º                   | 1500 m                | 4:07.1 A              |
| 1981                  | Campeonato Sudamericano de Atletismo   | La Paz, Bolivia             | 1.º                   | 3000 m con obstáculos | 9:53.2 A              |
| 1982                  | Juegos Suramericanos                   | Santa Fe, Argentina         | 2.º                   | 800 m                 |                       |
| 1982                  | Juegos Suramericanos                   | Santa Fe, Argentina         | 1.º                   | 1500 m                | 3:46.70               |
| 1982                  | Juegos Suramericanos                   | Santa Fe, Argentina         | 1.º                   | 3000 m con obstáculos | 8:50.6                |
| 1983                  | Campeonato Iberoamericano de Atletismo | Barcelona, España           | 2.º                   | 3000 m con obstáculos | 8:37.36               |
| 1983                  | Campeonato Sudamericano de Atletismo   | Santa Fe, Argentina         | 2.º                   | 800 m                 | 1:49.2                |
| 1983                  | Campeonato Sudamericano de Atletismo   | Santa Fe, Argentina         | 1.º                   | 1500 m                | 3:48.3                |
| 1983                  | Campeonato Sudamericano de Atletismo   | Santa Fe, Argentina         | 1.º                   | 3000 m con obstáculos | 8:44.6                |
| 1983                  | Juegos Panamericanos                   | Caracas, Venezuela          | 1.º                   | 3000 m con obstáculos | 8:57.62               |
| 1984                  | Juegos Olímpicos                       | Los Ángeles, Estados Unidos | 17.º (sf)             | 3000 m con obstáculos | 8:28.99               |
| 1985                  | Juegos Mundiales en Pista Cubierta     | París, Francia              | 16.º (h)              | 3000 m                | 8:19.96               |
| 1985                  | Campeonato Sudamericano de Atletismo   | Santiago, Chile             | 2.º                   | 1500 m                | 3:43.63               |
| 1985                  | Campeonato Sudamericano de Atletismo   | Santiago, Chile             | 3.º                   | 3000 m con obstáculos | 8:45.27               |
| 1986                  | Juegos Suramericanos                   | Santiago, Chile             | 1.º                   | 1500 m                | 3:44.21               |
| 1986                  | Juegos Suramericanos                   | Santiago, Chile             | 1.º                   | 3000 m con obstáculos | 8:38.49               |
| 1987                  | Campeonato Sudamericano de Atletismo   | São Paulo, Brasil           | 2.º                   | 1500 m                | 3:46.69               |
| 1987                  | Campeonato Sudamericano de Atletismo   | São Paulo, Brasil           | 1.º                   | 3000 m con obstáculos | 8:51.41               |
| 1987                  | Campeonato Mundial de Atletismo        | Roma, Italia                | 33.º (h)              | 3000 m con obstáculos | 8:44.51               |
| 1988                  | Juegos Olímpicos                       | Seúl, Corea del Sur         | –                     | 3000 m con obstáculos | DNF                   |